# Jarl Magnus Riiber
Jarl Magnus Riiber (* 15. Oktober 1997 in Oslo) ist ein ehemaliger norwegischer Nordischer Kombinierer. Seine größten Erfolge waren der Gewinn des Gesamtweltcups in den Saisons 2018/19, 2019/20, 2020/21, 2021/22 und 2023/24 sowie die Goldmedaille im Einzel von der Normalschanze bei den Nordischen Skiweltmeisterschaften 2019 und 2021. Mit 78 Weltcupsiegen ist er der nach Siegen bisher erfolgreichste Kombinierer. Ende Januar 2025 gab er bekannt, zum Ende der Saison seine Karriere beenden zu wollen, um mehr Zeit mit seiner Familie verbringen zu können.

## Werdegang
Bei den Nordischen Junioren-Skiweltmeisterschaften 2014 in Val di Fiemme gewann Riiber mit der norwegischen Mannschaft die Bronzemedaille im Teamwettbewerb und belegte in den Weltcupeinzelwettkämpfen die Plätze 6 und 11. Am 6. Dezember 2014 gab er in Lillehammer sein Weltcupdebüt, bei dem er mit Rang 28 im Gundersen-Wettbewerb gleich Weltcuppunkte erzielen konnte. Bei seinem dritten Weltcupstart am 16. Januar 2015 in Seefeld gelang ihm auf der ersten Etappe des Nordic Combined Triple mit Rang drei seine erste Podiumsplatzierung im Weltcup. Im Februar 2015 gewann er bei den Nordischen Junioren-Skiweltmeisterschaften in Almaty sowohl im Gundersen- als auch im Sprint-Wettbewerb die Goldmedaille und belegte im Teamwettbewerb mit der norwegischen Mannschaft Rang drei. Riiber nimmt vereinzelt auch an Wettkämpfen im Spezialspringen teil und konnte am 21. August 2016 im finnischen Kuopio erstmals ein Springen im Rahmen des Skisprung-Continental-Cups gewinnen.
Riiber war Teilnehmer bei den Olympischen Winterspielen 2018 im koreanischen Pyeongchang. Sowohl im Gundersen-Wettbewerb von der Normalschanze, als auch von der Großschanze wurde er Vierter und verpasste somit die Medaillenränge. In der Staffel konnte er am 22. Februar 2018 gemeinsam mit Jan Schmid, Espen Andersen und Jørgen Graabak immerhin die Silbermedaille hinter der deutschen Mannschaft gewinnen.
Die Weltcup-Saison 2018/19 begann für Riiber mit einem zweiten Platz im finnischen Ruka hinter Mario Seidl bereits verheißungsvoll. Bei der zweiten Station im heimischen Lillehammer konnte er alle drei Wettbewerbe – darunter ein Massenstart – für sich entscheiden und somit die Lillehammer-Tour-Gesamtwertung gewinnen. Im weiteren Saisonverlauf gewann Riiber weitere sieben Gundersen-Wettkämpfe und stand bereits Anfang Februar nach dem Weltcup-Wochenende in Klingenthal als Gesamtweltcupsieger fest.
Bei den Nordischen Skiweltmeisterschaften 2019 in Seefeld ging Riiber deshalb als großer Favorit an den Start. Beim Gundersen-Wettkampf von der Großschanze verpasste er allerdings das Podium mit einem fünften Platz. Zwei Tage später konnte er sich dann im Schlussspurt vom Österreicher Bernhard Gruber absetzen und gemeinsam mit Jan Schmid die Silbermedaille im Teamsprint hinter den Deutschen Eric Frenzel und Fabian Rießle holen. Beim Gundersen-Wettbewerb von der Normalschanze ging Riiber nach einem Sprung auf 107,0 Metern als Führender auf die Loipe, wo er seinen Vorsprung aus dem Springen verteidigen konnte und Weltmeister wurde.
In der Weltcup-Saison 2019/20 gewann Riiber das Nordic Combined Triple in Seefeld sowie den Gesamtweltcup.
Auch in den Weltcup-Saisonen 2020/21 und 2021/22 gewann er den Gesamtweltcup.
Bei den Olympischen Winterspielen 2022 in Peking musste er zunächst wegen einer SARS-CoV-2-Infektion in Isolation und verpasste den Einzelwettkampf auf der Normalschanze und den Teamwettkampf. Für die Großschanze war er wieder einsatzbereit und setzte sich im Springen deutlich in Führung. In der Loipe bog er allerdings nach zwei Kilometern versehentlich auf die Zielgerade ab, musste umkehren und landete schließlich auf Platz 8.
Er startete gut in die Weltcup-Saison 2022/23 und gewann vier der ersten sechs Wettkämpfe. Am 28. Januar 2023 wurde er nach dem Springen wegen eines Risses in seinem Anzug disqualifiziert; er ließ danach wegen gesundheitlicher Probleme alle Weltcup-Rennen im Februar aus und verlor die Gesamtführung im Weltcup an Johannes Lamparter. Bei den Nordischen Skiweltmeisterschaften 2023 in Planica war Riiber nach einer vierwöchigen Pause erstmals wieder am Start und gewann alle vier Bewerbe der Nordischen Kombination (Einzelwettkampf Normalschanze und Großschanze, Team und Mixed Team).
Am 18. März 2023 flog er als Vorspringer beim Skiflug-Wettbewerb am Vikersundbakken auf die Tagesbestweite und Rekordweite für nordische Kombinierer von 240 Metern. In Oslo am Holmenkollen bestritt er am 16. März 2025 sein letztes Weltcuprennen, wodurch er auf die beiden letzten Weltcuprennen der Saison 2024/25 in Lahti verzichtete, da er sich körperlich nicht mehr in der Lage fühlte die beiden Rennen zu bestreiten. Daher hat er auch auf die Chance den Weltcup ein sechstes Mal zu gewinnen und somit alleiniger Rekordhalter zu sein, verzichten müssen.
Am 29. Januar 2025 gab er bekannt, zum Ende der Saison seine Karriere beenden zu wollen, um mehr Zeit mit seiner Familie verbringen zu können. Unmittelbar vor dem abschließenden Langlauf des Einzels am Holmenkollen am 16. März 2025 hat er bekannt gegeben, dass er schon vor den beiden letzten Wettkämpfen der Saison aufhöre, da er zu müde sei, um noch ein Wochenende starten zu können. Kurz zuvor wurde bei ihm die Crohn-Krankheit diagnostiziert.

## Erfolge

### Weltcupsiege im Einzel

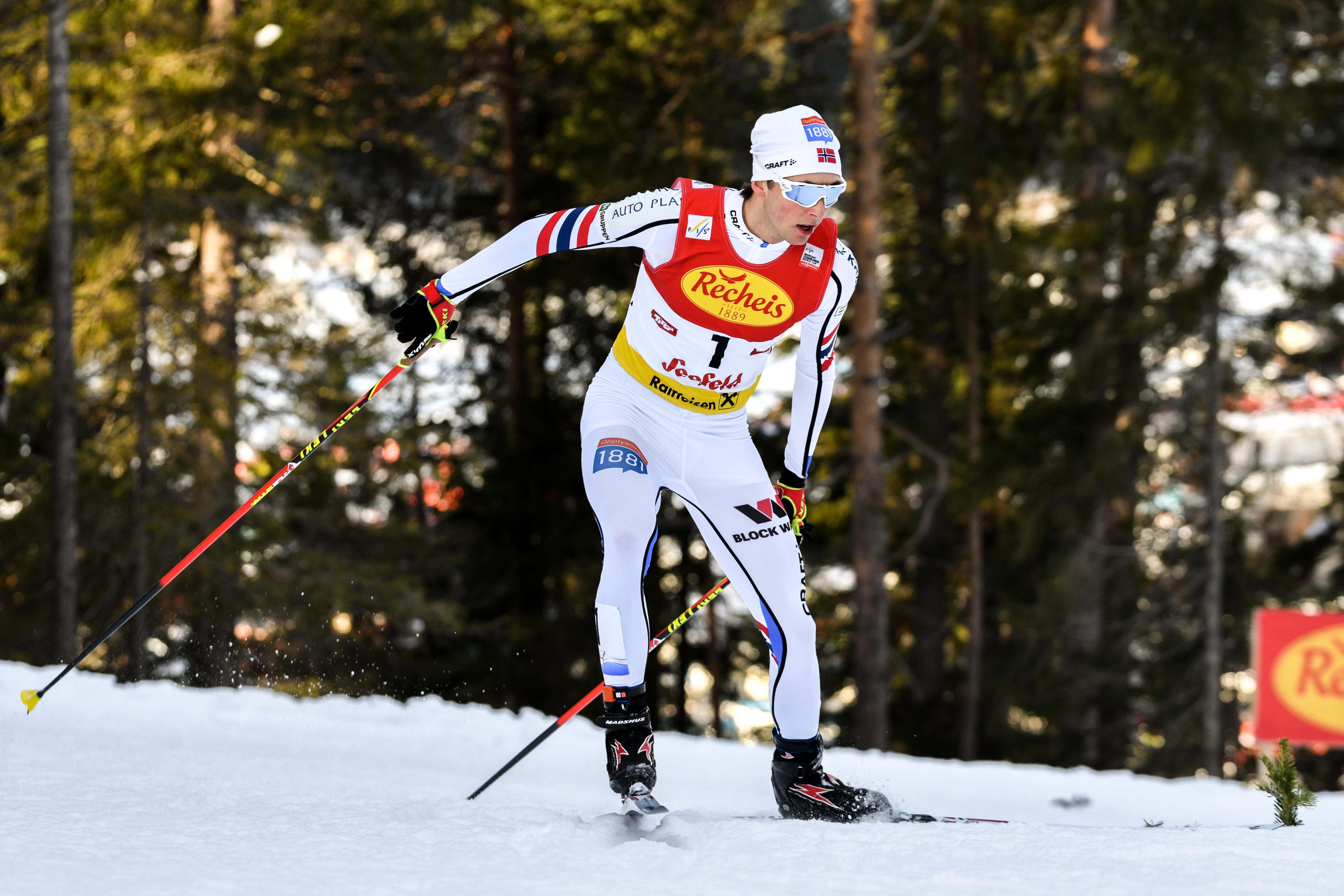
Riiber (2018)

| Nr. | Datum             | Ort           | Disziplin                 |
| --- | ----------------- | ------------- | ------------------------- |
| 1.  | 6. Februar 2016   | Oslo          | Gundersen Großschanze     |
| 2.  | 30. November 2018 | Lillehammer   | Gundersen Normalschanze   |
| 3.  | 1. Dezember 2018  | Lillehammer   | Massenstart Normalschanze |
| 4.  | 2. Dezember 2018  | Lillehammer   | Gundersen Großschanze     |
| 5.  | 22. Dezember 2018 | Ramsau        | Gundersen Normalschanze   |
| 6.  | 5. Januar 2019    | Otepää        | Gundersen Normalschanze   |
| 7.  | 6. Januar 2019    | Otepää        | Gundersen Normalschanze   |
| 8.  | 26. Januar 2019   | Trondheim     | Gundersen Großschanze     |
| 9.  | 27. Januar 2019   | Trondheim     | Gundersen Großschanze     |
| 10. | 2. Februar 2019   | Klingenthal   | Gundersen Großschanze     |
| 11. | 3. Februar 2019   | Klingenthal   | Gundersen Großschanze     |
| 12. | 9. März 2019      | Oslo          | Gundersen Großschanze     |
| 13. | 17. März 2019     | Schonach      | Gundersen Normalschanze   |
| 14. | 29. November 2019 | Ruka          | Gundersen Großschanze     |
| 15. | 30. November 2019 | Ruka          | Gundersen Großschanze     |
| 16. | 1. Dezember 2019  | Ruka          | Gundersen Großschanze     |
| 17. | 7. Dezember 2019  | Lillehammer   | Gundersen Großschanze     |
| 18. | 8. Dezember 2019  | Lillehammer   | Gundersen Großschanze     |
| 19. | 22. Dezember 2019 | Ramsau        | Gundersen Normalschanze   |
| 20. | 10. Januar 2020   | Val di Fiemme | Gundersen Normalschanze   |
| 21. | 26. Januar 2020   | Oberstdorf    | Gundersen Großschanze     |
| 22. | 31. Januar 2020   | Seefeld       | Gundersen Normalschanze   |
| 23. | 1. Februar 2020   | Seefeld       | Gundersen Normalschanze   |
| 24. | 2. Februar 2020   | Seefeld       | Gundersen Normalschanze   |
| 25. | 22. Februar 2020  | Trondheim     | Gundersen Großschanze     |
| 26. | 23. Februar 2020  | Trondheim     | Gundersen Großschanze     |
| 27. | 7. März 2020      | Oslo          | Gundersen Großschanze     |
| 28. | 27. November 2020 | Ruka          | Gundersen Großschanze     |
| 29. | 28. November 2020 | Ruka          | Gundersen Großschanze     |
| 30. | 15. Januar 2021   | Val di Fiemme | Gundersen Normalschanze   |
| 31. | 17. Januar 2021   | Val di Fiemme | Gundersen Normalschanze   |
| 32. | 29. Januar 2021   | Seefeld       | Gundersen Normalschanze   |
| 33. | 30. Januar 2021   | Seefeld       | Gundersen Normalschanze   |
| 34. | 31. Januar 2021   | Seefeld       | Gundersen Normalschanze   |
| 35. | 20. März 2021     | Klingenthal   | Gundersen Großschanze     |
| 36. | 21. März 2021     | Klingenthal   | Gundersen Großschanze     |
| 37. | 26. November 2021 | Ruka          | Gundersen Großschanze     |
| 38. | 28. November 2021 | Ruka          | Gundersen Großschanze     |
| 39. | 5. Dezember 2021  | Lillehammer   | Gundersen Großschanze     |
| 40. | 11. Dezember 2021 | Otepää        | Massenstart Normalschanze |
| 41. | 12. Dezember 2021 | Otepää        | Gundersen Normalschanze   |
| 42. | 18. Dezember 2021 | Ramsau        | Gundersen Normalschanze   |
| 43. | 19. Dezember 2021 | Ramsau        | Gundersen Normalschanze   |
| 44. | 28. Januar 2022   | Seefeld       | Gundersen Normalschanze   |
| 45. | 27. Februar 2022  | Lahti         | Gundersen Großschanze     |
| 46. | 5. März 2022      | Oslo          | Gundersen Großschanze     |
| 47. | 6. März 2022      | Oslo          | Gundersen Großschanze     |
| 48. | 12. März 2022     | Schonach      | Gundersen Normalschanze   |
| 49. | 13. März 2022     | Schonach      | Gundersen Normalschanze   |
| 50. | 26. November 2022 | Ruka          | Gundersen Großschanze     |
| 51. | 27. November 2022 | Ruka          | Massenstart Großschanze   |
| 52. | 4. Dezember 2022  | Lillehammer   | Gundersen Großschanze     |
| 53. | 16. Dezember 2022 | Ramsau        | Gundersen Normalschanze   |
| 54. | 11. März 2023     | Oslo          | Gundersen Großschanze     |
| 55. | 12. März 2023     | Oslo          | Gundersen Großschanze     |
| 56. | 25. März 2023     | Lahti         | Gundersen Großschanze     |
| 57. | 26. März 2023     | Lahti         | Gundersen Großschanze     |
| 58. | 25. November 2023 | Ruka          | Gundersen Großschanze     |
| 59. | 26. November 2023 | Ruka          | Massenstart Großschanze   |
| 60. | 2. Dezember 2023  | Lillehammer   | Gundersen Normalschanze   |
| 61. | 3. Dezember 2023  | Lillehammer   | Gundersen Großschanze     |
| 62. | 13. Januar 2024   | Oberstdorf    | Gundersen Normalschanze   |
| 63. | 14. Januar 2024   | Oberstdorf    | Compact Normalschanze     |
| 64. | 27. Januar 2024   | Schonach      | Gundersen Normalschanze   |
| 65. | 28. Januar 2024   | Schonach      | Gundersen Normalschanze   |
| 66. | 2. Februar 2024   | Seefeld       | Gundersen Normalschanze   |
| 67. | 3. Februar 2024   | Seefeld       | Gundersen Normalschanze   |
| 68. | 4. Februar 2024   | Seefeld       | Gundersen Normalschanze   |
| 69. | 9. Februar 2024   | Otepää        | Massenstart Normalschanze |
| 70. | 10. Februar 2024  | Otepää        | Gundersen Normalschanze   |
| 71. | 11. Februar 2024  | Otepää        | Gundersen Normalschanze   |
| 72. | 9. März 2024      | Oslo          | Gundersen Großschanze     |
| 73. | 10. März 2024     | Oslo          | Gundersen Großschanze     |
| 74. | 29. November 2024 | Ruka          | Compact Großschanze       |
| 75. | 7. Dezember 2024  | Lillehammer   | Gundersen Normalschanze   |
| 76. | 20. Dezember 2024 | Ramsau        | Massenstart Normalschanze |
| 77. | 31. Januar 2025   | Seefeld       | Massenstart Normalschanze |
| 78. | 7. Februar 2025   | Otepää        | Massenstart Normalschanze |

### Weltcupsiege im Team
| Nr. | Datum            | Ort           | Disziplin                  |
| --- | ---------------- | ------------- | -------------------------- |
| 01. | 2. Dezember 2017 | Lillehammer   | Staffel Großschanze 1      |
| 02. | 21. Januar 2018  | Chaux-Neuve   | Staffel Normalschanze 1    |
| 03. | 12. Januar 2020  | Val di Fiemme | Teamsprint Normalschanze 2 |
| 04. | 25. Januar 2020  | Oberstdorf    | Staffel Großschanze 3      |
| 05. | 29. Februar 2020 | Lahti         | Teamsprint Großschanze 2   |
| 06. | 23. Januar 2021  | Lahti         | Teamsprint Großschanze 2   |
| 07. | 4. Dezember 2021 | Lillehammer   | Staffel Normalschanze 3    |

### Grand-Prix-Siege im Einzel
| Nr. | Datum             | Ort            | Disziplin               |
| --- | ----------------- | -------------- | ----------------------- |
| 01. | 28. August 2016   | Oberwiesenthal | Gundersen Normalschanze |
| 02. | 2. September 2016 | Oberstdorf     | Gundersen Großschanze   |
| 03. | 3. September 2016 | Oberstdorf     | Gundersen Großschanze   |
| 04. | 7. September 2019 | Planica        | Gundersen Großschanze   |
| 05. | 8. September 2019 | Planica        | Gundersen Großschanze   |

### Continental-Cup-Siege im Einzel
| Nr. | Datum            | Ort         | Disziplin             |
| --- | ---------------- | ----------- | --------------------- |
| 01. | 22. Februar 2015 | Klingenthal | Gundersen Großschanze |

### Continental-Cup-Siege im Skispringen
| Nr. | Datum           | Ort    | Typ         |
| --- | --------------- | ------ | ----------- |
| 01. | 21. August 2016 | Kuopio | Großschanze |

## Statistik

### Platzierungen bei Olympischen Winterspielen
| Jahr und Ort     | Wettbewerb   | Wettbewerb   | Wettbewerb |
| Jahr und Ort     | Gundersen NS | Gundersen GS | Team       |
| ---------------- | ------------ | ------------ | ---------- |
| 2018 Pyeongchang | 4.           | 4.           | 2.         |
| 2022 Peking      | —            | 8.           | —          |

### Platzierungen bei Weltmeisterschaften
| Jahr und Ort    | Wettbewerb   | Wettbewerb | Wettbewerb   | Wettbewerb | Wettbewerb | Wettbewerb |
| Jahr und Ort    | Gundersen NS | Compact NS | Gundersen GS | Team       | Teamsprint | Mixed-Team |
| --------------- | ------------ | ---------- | ------------ | ---------- | ---------- | ---------- |
| 2019 Seefeld    | 1.           | –          | 5.           | 1.         | 2.         | –          |
| 2021 Oberstdorf | 1.           | –          | 2.           | 1.         | 2.         | –          |
| 2023 Planica    | 1.           | –          | 1.           | 1.         | –          | 1.         |
| 2025 Trondheim  | –            | 1.         | 1.           | 3.         | –          | 1.         |

### Weltcup-Platzierungen
| Saison  | Platz | Punkte |
| ------- | ----- | ------ |
| 2014/15 | 35.   | 0073   |
| 2015/16 | 13.   | 0384   |
| 2016/17 | 39.   | 0090   |
| 2017/18 | 07.   | 0669   |
| 2018/19 | 01.   | 1518   |
| 2019/20 | 01.   | 1586   |
| 2020/21 | 01.   | 1140   |
| 2021/22 | 01.   | 1383   |
| 2022/23 | 04.   | 1123   |
| 2023/24 | 01.   | 1870   |
| 2024/25 | 02.   | 1385   |

### Grand-Prix-Platzierungen
| Saison | Platz | Punkte |
| ------ | ----- | ------ |
| 2016   | 001.  | 300    |
| 2017   | 015.  | 106    |
| 2019   | 007.  | 200    |

## Privates
Riiber ist der jüngere Bruder von Harald Johnas (* 1995), der ebenfalls als Nordischer Kombinierer aktiv war.
Im Mai 2020 wurde er Vater einer Tochter.